# 2024년 1월
| 2024년: 1월 · 2월 · 3월 · 4월 · 5월 · 6월 · 7월 · 8월 · 9월 · 10월 · 11월 · 12월 |

| \| 2024년 1월 1일 (월요일) \| \| 편집 \|                                                                                                  |  |      |
| 사고와 재해 - 일본 이시카와현 노토반도에서 규모 7.4의 지진이 발생하였다. 이로 인해 대한민국 동해안에 지진해일이 내습할 것으로 예상되었다. |  |      |
| 2024년 1월 1일 (월요일) |  | 편집 |

| 2024년 1월 1일 (월요일) |  | 편집 |

| \| 2024년 1월 2일 (화요일) \| \| 편집 \| |  |      |
| 사고와 재해 - 도쿄 국제공항 지상 충돌 사고: 일본 하네다 공항에서 일본항공 516편이 해상보안청 수송기와 충돌하는 사고가 발생하였다. 정치와 선거 - 더불어 민주당 이재명 대표가 부산 강서구 대항동 가덕도 신공항 부지 방문 후 차량으로 이동하는 과정에서 괴한에게 흉기로 목을 찔리는 사건이 발생하였다. 현장에서 응급처치를 받은 이 대표는 구급차에 실려 인근 부산대병원으로 이송되었다. |  |      |
| 2024년 1월 2일 (화요일) |  | 편집 |

| 2024년 1월 2일 (화요일) |  | 편집 |

| \| 2024년 1월 3일 (수요일) \| \| 편집 \|                                                                                 |  |      |
| 사고와 재해 - 케르만 폭발 테러: 이란 케르만시에서 열린 가셈 솔레이마니 추모식에서 일어난 폭발로 최소 91명 이상이 숨졌다. |  |      |
| 2024년 1월 3일 (수요일)                                                                                                  |  | 편집 |

| 2024년 1월 3일 (수요일) |  | 편집 |

| \| 2024년 1월 4일 (목요일) \| \| 편집 \| |  |      |
| 사고와 재해 - 미국 아이오와주의 페리 고등학교에서 총기난사 사건이 발생해 3명이 숨지고 6명이 부상당했다. - 괌 투몬에서 한국인 피격 사건이 발생해 1명이 사망했다. - 라오스의 왕위앙에서 한국인이 버기카를 타던 도중 사망했다. - 충북 청주시의 오리온 공장에서 만든 카스타드에서 황색포도상구균이 검출되었다. |  |      |
| 2024년 1월 4일 (목요일) |  | 편집 |

| 2024년 1월 4일 (목요일) |  | 편집 |

| \| 2024년 1월 5일 (금요일) \| \| 편집 \| |  |      |
|                                          |  |      |
| 2024년 1월 5일 (금요일)                  |  | 편집 |

| 2024년 1월 5일 (금요일) |  | 편집 |

| \| 2024년 1월 6일 (토요일) \| \| 편집 \| |  |      |
|                                          |  |      |
| 2024년 1월 6일 (토요일)                  |  | 편집 |

| 2024년 1월 6일 (토요일) |  | 편집 |

| \| 2024년 1월 7일 (일요일) \| \| 편집 \|       |  |      |
| 스포츠 - 독일의 축구인 프란츠 베켄바워가 죽다. |  |      |
| 2024년 1월 7일 (일요일)                        |  | 편집 |

| 2024년 1월 7일 (일요일) |  | 편집 |

| \| 2024년 1월 8일 (월요일) \| \| 편집 \| |  |      |
|                                          |  |      |
| 2024년 1월 8일 (월요일)                  |  | 편집 |

| 2024년 1월 8일 (월요일) |  | 편집 |

| \| 2024년 1월 9일 (화요일) \| \| 편집 \| |  |      |
|                                          |  |      |
| 2024년 1월 9일 (화요일)                  |  | 편집 |

| 2024년 1월 9일 (화요일) |  | 편집 |

| \| 2024년 1월 10일 (수요일) \| \| 편집 \| |  |      |
|                                           |  |      |
| 2024년 1월 10일 (수요일)                  |  | 편집 |

| 2024년 1월 10일 (수요일) |  | 편집 |

| \| 2024년 1월 11일 (목요일) \| \| 편집 \| |  |      |
| 문화와 예술 - 에콰도르 동부 아마존 우림 우파노 계곡 지역에서 약 2,500년 전 지어져 1,000년 이상 사람이 거주했을 것으로 추정되는 집과 광장터, 도로 및 운하 등 고대도시의 유적이 고고학자들에 의해 발굴되었다. |  |      |
| 2024년 1월 11일 (목요일) |  | 편집 |

| 2024년 1월 11일 (목요일) |  | 편집 |

| \| 2024년 1월 12일 (금요일) \| \| 편집 \|                 |  |      |
| 국제 관계 - 미국 주도 동맹이 후티를 향해 공습을 진행했다. |  |      |
| 2024년 1월 12일 (금요일)                                  |  | 편집 |

| 2024년 1월 12일 (금요일) |  | 편집 |

| \| 2024년 1월 13일 (토요일) \| \| 편집 \| |  |      |
| 정치와 선거 - 2024년 중화민국 총통 선거: 민진당의 라이칭더 후보가 중화민국의 총통을 선출하는 선거에서 당선되었다. 라이칭더는 같은 민진당 소속인 차이잉원의 후임이자 제16대 총통으로 2024년 5월 취임할 예정이다. |  |      |
| 2024년 1월 13일 (토요일) |  | 편집 |

| 2024년 1월 13일 (토요일) |  | 편집 |

| \| 2024년 1월 14일 (일요일) \| \| 편집 \| |  |      |
| 사고와 재해 - 아이슬란드 쉬뒤르네스의 쉰드흐누퀴르 화산이 지난 2023년 12월 18일 이후 재분화했다. 정치와 선거 - 덴마크에서 마르그레테 2세 여왕이 퇴위하고 프레데리크 10세 국왕이 즉위하였다. |  |      |
| 2024년 1월 14일 (일요일) |  | 편집 |

| 2024년 1월 14일 (일요일) |  | 편집 |

| \| 2024년 1월 15일 (월요일) \| \| 편집 \|                                |  |      |
| 정치와 선거 - 베르나르도 아레발로가 과테말라의 제52대 대통령에 취임했다. |  |      |
| 2024년 1월 15일 (월요일)                                                 |  | 편집 |

| 2024년 1월 15일 (월요일) |  | 편집 |

| \| 2024년 1월 16일 (화요일) \| \| 편집 \| |  |      |
|                                           |  |      |
| 2024년 1월 16일 (화요일)                  |  | 편집 |

| 2024년 1월 16일 (화요일) |  | 편집 |

| \| 2024년 1월 17일 (수요일) \| \| 편집 \| |  |      |
|                                           |  |      |
| 2024년 1월 17일 (수요일)                  |  | 편집 |

| 2024년 1월 17일 (수요일) |  | 편집 |

| \| 2024년 1월 18일 (목요일) \| \| 편집 \| |  |      |
| 경제와 비즈니스 - 삼성전자에서 삼성 갤럭시 S24를 공개하였다. 정치와 선거 - 대한민국에서 '전북특별자치도 설치 등에 관한 특별법'에 따라 종전 전라북도 일원을 관할 구역으로 하는 전북특별자치도가 출범하였다. 제주특별자치도(2006. 7. 1. 설치), 강원특별자치도(2023. 6. 11. 설치)에 이은 세 번째 특별자치도이다. |  |      |
| 2024년 1월 18일 (목요일) |  | 편집 |

| 2024년 1월 18일 (목요일) |  | 편집 |

| \| 2024년 1월 19일 (금요일) \| \| 편집 \| |  |      |
| 스포츠 - 2024 강원 동계 청소년 올림픽이 개막하였다. 아시아에서 처음 열리는 동계 청소년 올림픽으로, 강원특별자치도의 강릉시·정선군·평창군·횡성군 일원에서 경기가 치러진다. |  |      |
| 2024년 1월 19일 (금요일) |  | 편집 |

| 2024년 1월 19일 (금요일) |  | 편집 |

| \| 2024년 1월 20일 (토요일) \| \| 편집 \| |  |      |
|                                           |  |      |
| 2024년 1월 20일 (토요일)                  |  | 편집 |

| 2024년 1월 20일 (토요일) |  | 편집 |

| \| 2024년 1월 21일 (일요일) \| \| 편집 \| |  |      |
|                                           |  |      |
| 2024년 1월 21일 (일요일)                  |  | 편집 |

| 2024년 1월 21일 (일요일) |  | 편집 |

| \| 2024년 1월 22일 (월요일) \| \| 편집 \| |  |      |
|                                           |  |      |
| 2024년 1월 22일 (월요일)                  |  | 편집 |

| 2024년 1월 22일 (월요일) |  | 편집 |

| \| 2024년 1월 23일 (화요일) \| \| 편집 \| |  |      |
| 사고와 재해 - 2024년 우스 지진: 중화인민공화국 신장 위구르 자치구 우스현에서 일어난 규모 M7.0의 대지진으로 최소 3명이 사망하고 74명이 부상을 입는 등의 인명 피해가 발생하였다. |  |      |
| 2024년 1월 23일 (화요일) |  | 편집 |

| 2024년 1월 23일 (화요일) |  | 편집 |

| \| 2024년 1월 24일 (수요일) \| \| 편집 \| |  |      |
| 사고와 재해 - 2024년 코로찬스키 일류신 Il-76 추락 사고: 러시아 벨고로드주 코로찬스키군 야블로노보에서 일류신 Il-76 군용 수송기가 추락하였다. 이 사고로 탑승자 74명(승객 68명, 승무원 6명) 전원이 사망했다. |  |      |
| 2024년 1월 24일 (수요일) |  | 편집 |

| 2024년 1월 24일 (수요일) |  | 편집 |

| \| 2024년 1월 25일 (목요일) \| \| 편집 \|                                                                                           |  |      |
| 정치와 선거 - 배현진 피습 사건: 국민의힘 배현진 국회의원이 서울특별시 강남구 신사동에서 10대 중학생에게 피습되는 사건이 발생하였다. |  |      |
| 2024년 1월 25일 (목요일) |  | 편집 |

| 2024년 1월 25일 (목요일) |  | 편집 |

| \| 2024년 1월 26일 (금요일) \| \| 편집 \| |  |      |
|                                           |  |      |
| 2024년 1월 26일 (금요일)                  |  | 편집 |

| 2024년 1월 26일 (금요일) |  | 편집 |

| \| 2024년 1월 27일 (토요일) \| \| 편집 \| |  |      |
|                                           |  |      |
| 2024년 1월 27일 (토요일)                  |  | 편집 |

| 2024년 1월 27일 (토요일) |  | 편집 |

| \| 2024년 1월 28일 (일요일) \| \| 편집 \| |  |      |
|                                           |  |      |
| 2024년 1월 28일 (일요일)                  |  | 편집 |

| 2024년 1월 28일 (일요일) |  | 편집 |

| \| 2024년 1월 29일 (월요일) \| \| 편집 \| |  |      |
|                                           |  |      |
| 2024년 1월 29일 (월요일)                  |  | 편집 |

| 2024년 1월 29일 (월요일) |  | 편집 |

| \| 2024년 1월 30일 (화요일) \| \| 편집 \| |  |      |
| 정치와 선거 - 이태원 참사: 1월 9일 대한민국 국회 본회의를 통과해 1월 19일 정부로 이송되었던 '이태원 참사 특별법'에 대해 윤석열 대통령이 거부권을 행사하였다. |  |      |
| 2024년 1월 30일 (화요일) |  | 편집 |

| 2024년 1월 30일 (화요일) |  | 편집 |

| \| 2024년 1월 31일 (수요일) \| \| 편집 \| |  |      |
| 정치와 선거 - 말레이시아 조호르주의 이브라힘 이스칸다르(Ibrahim Iskandar of Johor)가 양 디페르투안 아공(말레이시아 국왕, 임기 5년)에 즉위하였다. 제16대 압둘라 이브니 아흐맛샤 국왕의 뒤를 이은 것으로, 5년 임기는 오는 2029년 1월까지이다. |  |      |
| 2024년 1월 31일 (수요일) |  | 편집 |

| 2024년 1월 31일 (수요일) |  | 편집 |

| <          | 2024년 1월   | 2024년 1월 | 2024년 1월 | 2024년 1월   | 2024년 1월 | >          |
| 일         | 월           | 화         | 수         | 목           | 금         | 토         |
|            | 1 11.20 갑자 | 2 21 을축  | 3 22 병인  | 4 23 정묘    | 5 24 무진  | 6 25 기사  |
| 7 26 경오  | 8 27 신미    | 9 28 임신  | 10 29 계유 | 11 12.1 갑술 | 12 2 을해  | 13 3 병자  |
| 14 4 정축  | 15 5 무인    | 16 6 기묘  | 17 7 경진  | 18 8 신사    | 19 9 임오  | 20 10 계미 |
| 21 11 갑신 | 22 12 을유   | 23 13 병술 | 24 14 정해 | 25 15 무자   | 26 16 기축 | 27 17 경인 |
| 28 18 신묘 | 29 19 임진   | 30 20 계사 | 31 21 갑오 |              |            |            |

| - 2023년 - 12월 - 2024년 - 1월 - 2월 - 1월 13일 - 중화민국 입법위원 선거 - 중화민국 총통 선거 편집하기 |